# Luca Furbatto
Luca Furbatto (Torino, 11 maggio 1972) è un ingegnere italiano, capo progettista dell'Aston Martin.

## Biografia

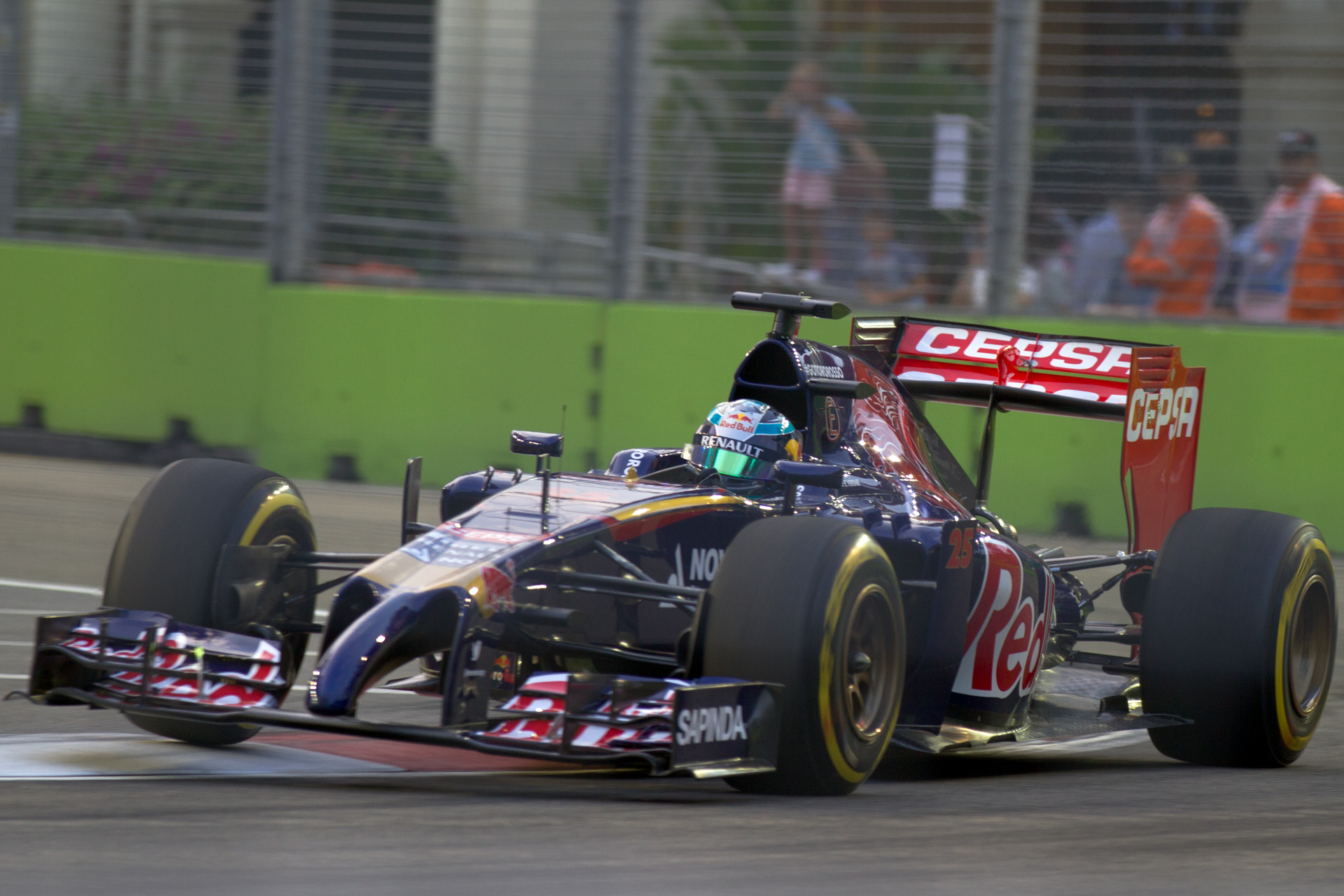
La Toro Rosso STR9 progettata da Luca Furbatto (2014)

Inizia da giovane a correre sui kart, per poi entrare e lavorare in Fiat dopo la laurea magistrale in Ingegneria Meccanica conseguita al Politecnico di Torino. In seguito dopo aver lavorato come ingegnere in Italia e a Leeds, nel Regno Unito, a fine anni 1990 è stato assunto nella scuderia Tyrrell, poi trasformatasi in BAR, come assistente ingegnere; inizialmente ha lavorato per il team prototipi e poi è passato al team in Formula 1. Quindi nel 2000 è approdato alla Toyota.
Nel 2001 si è trasferito in McLaren dove ha lavorato come responsabile dei materiali, capeggiando il dipartimento Stress Analysis and Materials di Woking e ampliando il reparto in termini di dimensioni e forza oltreché lavorando sulle vetture da competizione. Furbatto ha dato il suo contributo per aiutare a progettare l'auto sotto la supervisione di Paddy Lowe, prima di lasciare il team alla fine del 2011.
Si è quindi trasferito alla Toro Rosso dove ha assunto la carica di capo progettista, rimanendo a Faenza per tre anni. Dopo un breve ritorno alla McLaren, stavolta in area Gran Turismo, è tornato in Formula 1 come capo progettista della Manor, rimanendovi fino al 2017.
A metà del 2017 viene assunto dalla Sauber, poi rinominata Alfa Romeo Racing, come capo progettista del team svizzero. Nel corso del 2021 viene ufficializzato come prossimo engineering director di Aston Martin in vista della stagione 2022.